# آرکادیا

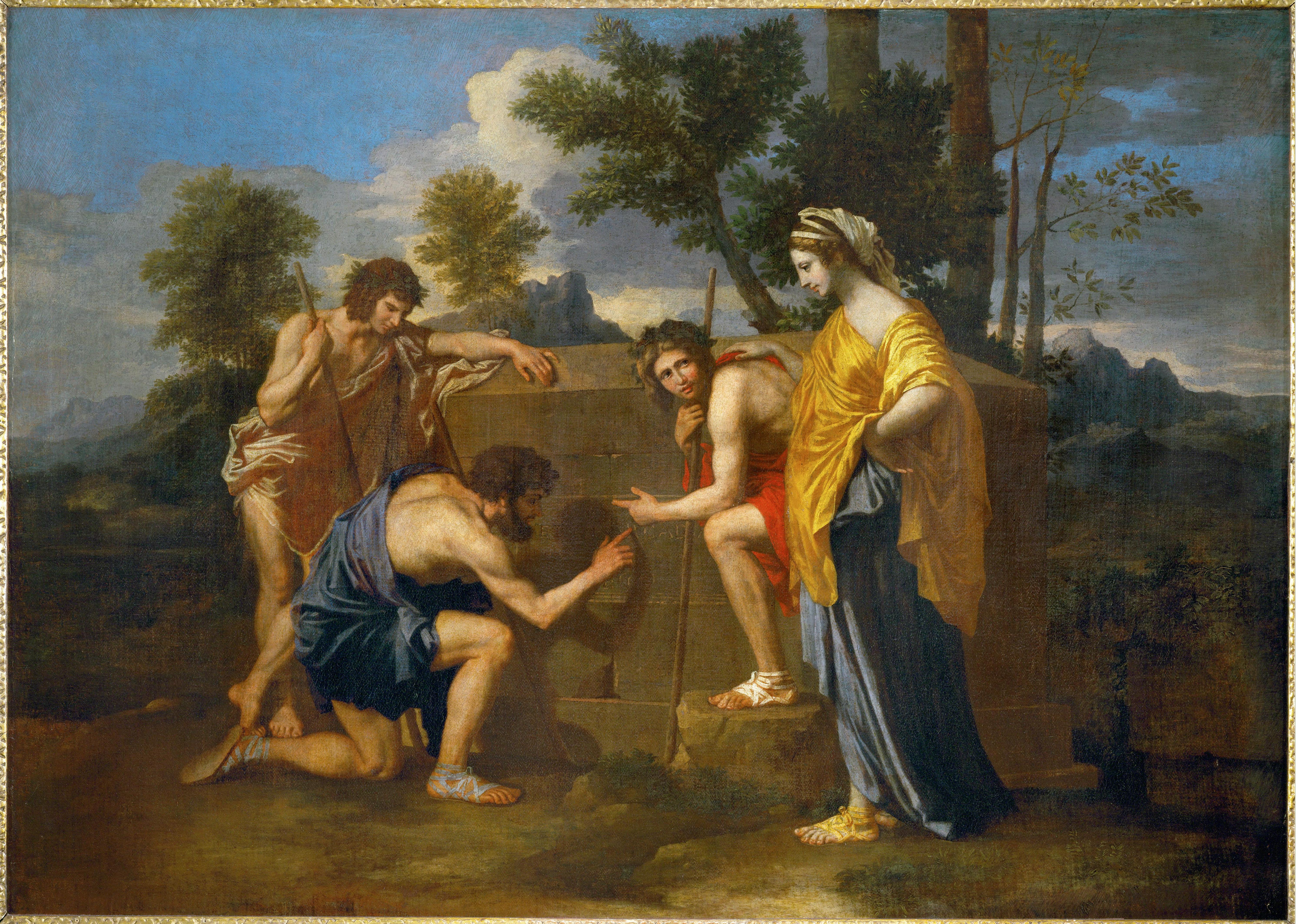
farme

آرکادیا بخشی باستانی از پلوپونز است که در شمال لاکونیا قرار دارد. نام این منطقه برگرفته از شخصیتی اسطوره‌ای به نام آرکاس است. همچنین ترنتیوس در بازگشت از سفر یونان در سن ۲۵ سالگی در این منطقه درگذشت.